# بيتر سيدل
بيتر سيدل (بالإنجليزية: Peter Seidel)‏ هو مهندس معماري أمريكي، ولد في 2 ديسمبر 1926.